# Amstelhoek
Amstelhoek est un village situé dans la commune néerlandaise de De Ronde Venen, dans la province d'Utrecht. Le 1er janvier 2007, le village comptait 988 habitants.
Le village est situé sur le Canal de l'Amstel au Drecht.